# جان هوغو (رسام)
جان هوغو (بالفرنسية: Jean Hugo)‏ هو رسام فرنسي، ولد في 19 نوفمبر 1894 في الدائرة السادسة عشرة في باريس في فرنسا، وتوفي في 21 يونيو 1984 في لونيه في فرنسا.